# Justine Tonso
Justine Tonso (Niza, 10 de mayo de 2000) es una deportista francesa que compite en ciclismo de montaña en la disciplina de campo a través. Ganó dos medallas en el Campeonato Mundial de Ciclismo de Montaña, en los años 2022 y 2023, en la prueba de campo a través con bicicleta eléctrica.

## Medallero internacional
| Campeonato Mundial | Campeonato Mundial    | Campeonato Mundial | Campeonato Mundial     |
| Año                | Lugar                 | Medalla            | Competición            |
| ------------------ | --------------------- | ------------------ | ---------------------- |
| 2022               | Les Gets (Francia)    | Medalla de plata   | Campo a través (b. e.) |
| 2023               | Glasgow (Reino Unido) | Medalla de bronce  | Campo a través (b. e.) |